# 波斯尼基夫
50°37′34″N 25°43′46″E / 50.62611°N 25.72944°E
波斯尼基夫（烏克蘭語：Посників），是烏克蘭西北部的村莊，隸屬里夫內州的杜布諾區。該村始建於1557年，面積15.6平方公里，海拔高度217米，2001年人口751，人口密度每平方公里48.2人。